# Monique Béchard
Pour les articles homonymes, voir Béchard.
Monique Béchard, née le 7 novembre 1922 et morte le 24 juillet 2022, en mariage Monique Béchard-Deslandes, est une professeure et psychologue québécoise. Elle est la première québécoise titulaire d'un doctorat en psychologie ainsi que la première femme enseignant à l'Université de Sherbrooke.

## Biographie
Figure de l'histoire du militantisme féministe au Québec, elle s'est fait connaitre dans les années 1950 pour avoir défendu le droit des femmes aux études supérieures, alors que la société québécoise valorisait plutôt, selon le terme du linguiste Gabriel Martin, « le triptyque mariage-maternité-domesticité. » Elle s'opposait en particulier aux propos d'Albert Tessier. Elle devient la première femme professeure à l'Université de Sherbrooke.

## Postérité
Selon les historiennes Micheline Dumont et Louise Toupin, qui citent les textes de Béchard à titre de pièces d'anthologie, « [s]a pensée est très originale, et ses articles, très nombreux. » Selon l'historien Michael Gauvreau, qui s'est intéressé à la genèse de la Révolution tranquille, Monique Béchard « a lancé toute une série de questions qui se trouvent au cœur du féminisme moderne : les femmes ont-elle une valeur personnelle autre que leur sexe ? Peuvent-elles servir à autre chose qu’à enfanter ? Sont-elles des individus ou se réduisent-elles à leur fonction sexuelle ? On n’était pas loin du discours de Simone de Beauvoir. »